# Jardinella exigua
Jardinella exigua é uma espécie de gastrópode  da família Hydrobiidae.
É endémica da Austrália.